# Józef Głowacki (finansista)
Józef Głowacki (ur. 18 stycznia 1890 w Pelplinie, zm. 31 stycznia 1972 w Gdańsku) – polski finansista, działacz społeczny, polityk, poseł na Sejm IV i V kadencji w II RP, kawaler Orderu Virtuti Militari.

## Życiorys
Urodził się w rodzinie kupca Pawła i Julii z domu Radeła. Od 1898 kształcił się w Collegium Marianum w Pelplinie, następnie gimnazjum w Rawiczu i Śremie, gdzie był członkiem Towarzystwa Tomasza Zana. W latach 1907–1910 odbył praktykę handlową we Wrocławiu i Gdańsku. Studiował w Wyższej Szkole Handlowej w Lipsku (1910–1912, egzamin dyplomowy), następnie studiował ekonomię i prawo na uniwersytetach w Tybindze, Strasburgu i akademii we Frankfurcie nad Menem.
W czasie studiów należał do ZMP „Zet” i innych tajnych organizacji niepodległościowych. W latach 1914–1918 służył na froncie zachodnim jako podporucznik 63. i 111. pułku artylerii polowej armii niemieckiej. Od lipca 1919 do stycznia 1920 był komendantem Straży Ludowej Powiatu Kwidzyńskiego Lewy Brzeg Wisły z siedzibą w Gniewie.
W 1919 pracował w Wydziale Statystyczno-Handlowym w Podkomisariacie Naczelnej Rady Ludowej w Gdańsku i organizował kadry tajnej organizacji wojskowej na Pomorzu. W 1920 roku został oddelegowany do akcji plebiscytowej na Warmii i Mazurach, następnie został mianowany komendantem wojewódzkim Zachodniej Straży Obywatelskiej w Poznaniu. W czasie wojny polsko-bolszewickiej w 1920 służył w 14. pułku artylerii polowej. W październiku 1921 został przeniesiony do rezerwy w stopniu kapitana.
Od 1921 pracował jako prokurent i członek zarządu Banku Młynarzy SA w Poznaniu, od 1926 był udziałowcem „Młyna Parowego” (który zbankrutował w 1930) i prezesem Rady Nadzorczej Banku Ludowego w Zaniemyślu oraz członkiem Rady Naczelnej Komunalnej Kasy Oszczędności miasta Poznania. W latach 30. prowadził własne biuro rewizyjno-powiernicze i był rzeczoznawcą w zakresie księgowości handlowej i bankowej przy Sądzie Apelacyjnym w Poznaniu oraz przysięgłym rewizorem kolejowym. 
Był również społecznie prezesem Zarządu Grodzkiego Federacji Polskich Związków Obrońców Ojczyzny, Koła Związku Oficerów Rezerwy, wiceprezesem okręgu Związku Rezerwistów, członkiem Towarzystwa dla Badań Historii Powstania Wielkopolskiego w Poznaniu. 
Politycznie był związany z BBWR, Związkiem Naprawy Rzeczypospolitej i (od 1938) OZN. Od 1933 był radnym miasta Poznania.
W wyborach parlamentarnych w 1935 został wybrany posłem na Sejm IV kadencji (1935–1938) 15 941 głosami z listy państwowej z okręgu nr 93, obejmującego obwody I, III, IV i V w Poznaniu. Pracował w komisjach: komunikacji, przemysłowo-handlowej (w 1937 był jej przewodniczącym) i wojskowej.
W wyborach parlamentarnych w 1938 został kolejny raz wybrany posłem na Sejm V kadencji (1938–1939) z listy państwowej z okręgu nr 93, obejmującego obwody I, III, IV i V w Poznaniu. Należał do klubu OZN. Pracował w komisjach: budżetowej, komunikacji (był zastępcą przewodniczącego), przemysłowo-handlowej i wojskowej.
W czasie okupacji pracował jako naczelny buchalter w Komisarycznym Zarządzie Zabezpieczonych Nieruchomości w Warszawie. Współdziałał z ZWZ-AK i podziemnym Związkiem Odbudowy Rzeczypospolitej. W ramach dywersyjnej Akcji N w Warszawie pisywał artykuły do wydawanych w latach 1941–1944 przez Komendę Główną AK dla niemieckiego czytelnika gazetek „Hammer und Schwert” i „Der Soldat”. 
Po wojnie został działaczem spółdzielczym, od 1954 był głównym księgowym, a od 1957 – zastępcą prezesa ds. ekonomiczno-finansowych Krajowego Związku Spółdzielni Rybackich w Gdyni. 
W latach 1946–1951 należał do PPR i PZPR. Był członkiem Wojewódzkiej Rady Narodowej w Gdańsku. 
Żonaty z Heleną Paszkiewicz I v. Przechnicką (zm. 1975). Dzieci nie mieli.
Zmarł w Gdańsku, pochowany 3 lutego 1972 na cmentarzu komunalnym Srebrzysko (rejon X-KW VI-11-4/5).

## Ordery i odznaczenia
- Krzyż Srebrny Orderu Wojskowego Virtuti Militari nr 7671 (17 maja 1922)[7]
- Krzyż Niepodległości (1933)
- Krzyż Oficerski Orderu Odrodzenia Polski (1936)
- Krzyż Walecznych
- Złoty Krzyż Zasługi (dwukrotnie: 9 listopada 1929[8], 1959)
- Srebrny Krzyż Zasługi (1937)
- Wielkopolski Krzyż Powstańczy (22 lutego 1958)[9]
- Krzyż Żelazny I klasy (Niemcy, 1916)[10][4]